# Tarakjuk
Tarakjuk (en Hangul: 타락죽) es una variedad de juk (crema de avena coreana). Esto se realiza, hirviendo una mezcla de leche y arroz finamente molido y remojado en el agua. También es conocido como uyujuk, significando ambos términos crema de avena con leche. 
La palabra tarak proviene de la lengua mongola, que reemplaza a la palabra torak, o leche.

## Historia
La historia del tarakjuk comienza con el consumo de la leche en la historia gastronómica de Corea. Según las crónicas antiguas, la corte real de Corea empezó a consumir la leche desde el siglo IV. Sin embargo, la leche de vaca era rara porque no había vacas lecheras en Corea en el tiempo antiguo así que la leche solo estaba disponible cuando la vaca daba a luz. Además, la frescura de la leche era un factor vital pues esta no se podía transportar desde lugares lejanos. La leche fue considerada un suplemento alimenticio para ocasiones especiales o para recobrar fuerzas después de una enfermedad.
Durante la dinastía Joseon las montañas cerca de Seúl como la montaña Naksan (localizadas en la parte oeste de Seúl) tenían un prado reservado para la corte real. Los médicos de la clínica real “Naeuiwon” se encargaban de recolectar la leche y preparar tarakjuk para enviárselo al rey como plato representativo de la familia real.

## Preparación
La receta del Tarakjuk está registrada en los escritos de la dinastía Joseon: Jeungbo sallim gyeongje, Gyuhap chongseo y en Buin pilji. La receta en Gyuhap chongseo indica la relación entre la leche y “muri” (무리, los depósitos después de empapar el arroz, triturarla con una piedra de molino y tamizarla con un colador). La tasa de “juk” tiene que ser de 1:0.8 (leche / arroz)